# Tibor Pleiss
Tibor Pleiß (Nederlandse spelling: Pleiss) (Bergisch Gladbach, 2 november 1989) is een Duits basketbalspeler.

## Carrière
Pleiss startte op 17-jarige leeftijd zijn profdebuut bij RheinEnergie Köln dat een jaar later zijn naam veranderde in Köln 99ers. Hij speelde er drie seizoen in de Basketball Bundesliga voordat hij overstapte naar reeksgenoot Brose Baskets. Hij speelde drie seizoenen voor Brose Baskets. In 2010 werd hij als eerste in de tweede ronde verkozen door de New Jersey Nets maar zijn rechten werden meteen geruild naar de Atlanta Hawks, in de ruil waren ook Jordan Crawford en Damion James betrokken. Hetzelfde jaar werden zijn rechten verkocht aan de Oklahoma City Thunder maar deze besloot hem geen contract aan te bieden. In 2012 tekende hij een 4-jarig contract bij de Spaanse club Saski Baskonia in de Liga ACB. Na twee jaar verliet hij de club en tekende een tweejarig contract bij concurrent FC Barcelona.
In 2015 werden zijn rechten nogmaals geruild ditmaal in een ruil tussen de Oklahoma City Thunder, Utah Jazz en Detroit Pistons. Zijn rechten belandde bij de Utah Jazz waar hij ditmaal wel een contract kreeg. In de deal waren voor de rest Grant Jerrett, Kendrick Perkins, D.J. Augustin, Kyle Singler, Reggie Jackson, Enes Kanter, Steve Novak en enkele toekomstige draftpicks betrokken. Hij speelde een seizoen voor de Utah Jazz waarin hij twaalf wedstrijden speelde, de rest van de tijd bracht hij door in de opleidingsploeg. Op het einde van het seizoen werd hij geruild naar de Philadelphia 76ers samen met enkele draftpicks voor Kendall Marshall. Zijn contract werd echter ontbonden en hij keerde terug naar Europa waar hij een contract tekende bij het Turkse Galatasaray Odeabank.
Na een seizoen in Turkije trok hij voor een seizoen naar het Spaanse Valencia BC. Hij keerde voor het volgende seizoen opnieuw naar Turkije en tekende bij Anadolu Efes waar hij een tweejarig contract tekende. Na twee jaar verlengde hij er zijn contract voor drie seizoenen.

## NBA Statistieken

### Regulier seizoen
| Seizoen  | Team      | WG | WS | MPW | 2P%  | 3P% | FW%  | RPW | APW | SPW | BPW | PPW |
| -------- | --------- | -- | -- | --- | ---- | --- | ---- | --- | --- | --- | --- | --- |
| 2015/16  | Utah Jazz | 12 | 0  | 6,8 | 47,8 | 0,0 | 44,0 | 1,3 | 0,2 | 0,1 | 0,2 | 2   |
| Carrière | Carrière  | 12 | 0  | 6,8 | 47,8 | 0,0 | 44,0 | 1,3 | 0,2 | 0,1 | 0,2 | 2   |

## Erelijst
- RheinStars Köln
  - Duitse bekerwinnaar: 2007

- Brose Baskets
  - Landskampioen van Duitsland: 2010, 2011, 2012
  - Duitse Beker: 2010, 2011, 2012
  - Duits belofte van het jaar: 2010, 2011

- Valencia BC
  - Spaanse supercup: 2017

- Anadolu Efes SK
  - Turks landskampioen: 2019, 2021
  - EuroLeague kampioen: 2021, 2022